# Albert Rudolph Zuroweste
Albert Rudolph Zuroweste (* 26. April 1901 in East St. Louis, Illinois, Vereinigte Staaten; † 28. März 1987) war ein US-amerikanischer Geistlicher und römisch-katholischer Bischof von Belleville.

## Leben
Albert Rudolph Zuroweste empfing am 8. Juni 1924 das Sakrament der Priesterweihe für das Bistum Belleville.
Papst Pius XII. ernannte ihn am 29. November 1947 zum Bischof von Belleville. Der Bischof von Peoria, Joseph Henry Leo Schlarman, spendete ihm am 29. Januar des nächsten Jahres die Bischofsweihe; Mitkonsekratoren waren John Cody, Weihbischof in Saint Louis, und Maximilian Mueller, Koadjutorbischof von Sioux City.
Er nahm an allen vier Sitzungsperioden des Zweiten Vatikanischen Konzils als Konzilsvater teil.
Am 30. August 1976 nahm Papst Paul VI. seinen altersbedingten Rücktritt an.